# Християн Гріпенкерль
Крістіян Гріпенкерль (нім. Christian Griepenkerl; 17 березня 1839, Ольденбург — 22 березня 1916, Відень) — німецький художник, портретист, педагог, професор віденської Академії образотворчих мистецтв (з 1874 року).

## Біографія
Народився в багатій і відомій родині міста Ольденбурга. У 1855 році вирушив до Відня, щоб вступити на навчання в приватну школу малювання Карла Раля.
Перша ж картина Гріпенкерля «Едіп і Антігона» отримала схвалення Королівської академії живопису. У зв'язку з цим Гріпенкерлю разом з іншими учнями К. Раля і під його керівництвом було доручено створення живописних фресок для парадних сходів Збройового музею (нині Військово-історичний музей), а також палацу Тодеско і віденського палацу сімейства фон Сіна.
Після смерті професора Раля в 1865 році Гріпенкерль продовжив і завершив незакінчені роботи свого вчителя.
У 1874 він був призначений професором Академії мистецтв у Відні, де, починаючи з 1877 року очолював спеціальну майстерню історичного живопису.
Крістіян Гріпенкерль — художник, який створив цілий ряд полотен на історичні сюжети і теми з античної міфології.
Виховав ціле покоління знаменитих віденських художників, серед його учнів: Карл Молль (1880—1881), Альфред Роллер, Станіслав Рейхан (1877), Макс Курцвайль, Карл Отто Чешка (1894—1899), Ріхард Герстль (1898—1899), Гайнріх Кнір, Еґон Шіле (1906—1908), Імре Ревес, Коломан Мозер (1889—1890), Антон Файстауер (1906—1909) та інші.
Його консервативні погляди на мистецтво приводили до неодноразових протестів з боку учнів, а в 1909 році створення групою його студентів, в числі яких були Еґон Шіле, Антон Коліг, Антон Файстауер і інші, об'єднання «Нове мистецтво» (Neukunstgruppe), метою якого була боротьба з консерватизмом в живопису.
Крістіян Гріпенкерль був вимогливим педагогом. Так, постійно вступавшему з ним у суперечки через манеру письма Ріхарду Герстлю, він одного разу сказав: «Я впевненіше вожу струменем сечі по снігу, ніж Ви малюєте».
Гріпенкерль також прославився тим, що двічі провалив на вступних іспитах у віденську Академію образотворчих мистецтв молодого Адольфа Гітлера. У 1907 році, коли Гітлер мав підготувати зразки своїх малюнків, професор несхвально відзначив, що «Зразки малюнків — незадовільні. У них занадто мало голів». У 1908 році його вердикт був ще чіткішим: «Не допускається».
Похований в почесній могилі на Центральному кладовищі Відня.

## Нагороди
- Орден Заслуг герцога Петра-Фрідріха-Людвіга (1878)
- Орден Залізної корони (1887)